# L'Avet (Sant Pere de Torelló)
L'Avet és una masia de Sant Pere de Torelló (Osona) protegida com a Bé Cultural d'Interès Local.

## Descripció
L'Avet és una masia adscrita al veïnat de Baix de Sant Andreu de la Vola, situada dalt d'un petit altiplà allunyat del nucli. Es tracta d'un mas abandonat format per una nau de planta rectangular que disposa d'una planta baixa on hi havia les quadres, un primer pis que acollia l'habitatge i finalment un graner. Actualment hi ha algunes parts que es troben en runes. L'entorn immediat del mas està dominat pel quintà, avui prats de pastura i, més enllà bosc de roure i alzina al solell i fageda a les obagues.

## Història
Consta al cens de Sant Andreu de la Vola de 1780.